# История на Руанда
- 15 век – образувано е феодално кралство Руанда.
- 1898 г. – кралят признава властта на германския резидент и страната е включена в състава на Германска Източна Африка под името Руанда - част от Руанда-Урунди.
- 1916 г. – Руанда е окупирана от белгийски войски.
- 1920 г. – Белгия получава мандат за управление на Руанда-Урунди.
- 1 юли 1962 г. – провъзгласена е за независима република.
- 1973 г. – военен преврат и забрана на политическата дейност.
- 1978 г. – приета е първата конституция, проведени са президентски избори.
- 1994 г. – убит е президентът, начало на гражданска война между хуту и тутси.
- 1997 г. – сключено е примирие, но напрежението остава.